# Sông Chagres
Sông Chagres nằm ở trung tâm Panama, là con sông lớn nhất trong lưu vực kênh đào Panama. Sông được xây dựng đập và có hai hồ chứa - hồ Gatun và hồ Alajuela - tạo thành một phần không thể tách rời của kênh đào Panama và hệ thống cấp nước. Mặc dù dòng suối tự nhiên của sông chảy về phía tây bắc biển Caribe, dòng nước cũng chảy qua các kênh, đến vịnh Panama ở phía nam thoát nước vào hai đại dương.